# Kοryfes orous Vora
Kοryfes orous Vora este o arie protejată (arie specială de conservare — SAC, sit de importanță comunitară — SCI) din Grecia întinsă pe o suprafață de 41.833,75 ha, integral pe uscat.

## Localizare
Centrul sitului Kοryfes orous Vora este situat la coordonatele 40°57′39″N 21°52′25″E / 40.960721°N 21.873735°E.

## Înființare
Situl Kοryfes orous Vora a fost declarat sit de importanță comunitară în august 1996 pentru a proteja 1 specie de plante și 6 specii de animale. Situl a fost protejat și ca arie specială de conservare în martie 2011.

## Biodiversitate
Situată în ecoregiunea mediteraneană, aria protejată conține 25 de habitate naturale: Pajiști alpine și boreale, Pajiști alpine și subalpine calcaroase, Formațiuni ierboase bogate în specii de Nardus, dezvoltate pe substraturi silicioase în zone montane (și în zone submontane, în Europa continentală), Liziere de ierburi înalte hidrofile de câmpie și de nivel montan până la alpin, Mlaștini turboase de tranziție și turbării mișcătoare, Mlaștini alcaline, Grohotișuri est-mediteraneene, Pante stâncoase calcaroase cu vegetație casmofită, Pante stâncoase silicioase cu vegetație casmofită, Peșteri inaccesibile publicului, Păduri de fag Luzulo-Fagetum, Păduri de fag Asperulo-Fagetum, Păduri de fag subalpine medio-europene cu Acer și Rumex arifolius, Păduri de fag din Europa Centrală dezvoltate pe sol calcaros cu Cephalanthero-Fagion, Păduri de pini scoțieni din masivele Balcanilor și Rodopilor, Păduri aluvionare cu Alnus glutinosa și Fraxinus excelsior (Alno-Padion, Alnion incanae, Salicion albae), Păduri panonice-balcanice de stejar turcesc - stejar sesil, Păduri de Quercus trojana, Păduri de Castanea sativa, Păduri de fag elene cu Abies borisii-regis, Păduri de Quercus frainetto, Galerii de Salix alba și de Populus alba, Păduri de Platanus orientalis și Liquidambar orientalis (Platanion orientalis), Păduri de pin (sub-) mediteraneene cu pini negri endemici, Păduri de pin oro-mediteraneene de altitudine.
La baza desemnării sitului se află mai multe specii protejate:
- plante (1): Himantoglossum jankae
- amfibieni (1): izvoraș-cu-burta-galbenă (Bombina variegata)
- mamifere (4): liliac cârn (Barbastella barbastellus), vidră de râu (Lutra lutra), râs eurasiatic (Lynx lynx), Rupicapra rupicapra balcanica
- reptile (1): țestoasă bănățeană (Testudo hermanni)

Pe lângă speciile protejate, pe teritoriul sitului au mai fost identificate 88 de specii de plante, 6 specii de amfibieni, 13 specii de mamifere, 10 specii de reptile.